# Nolana reichei
Nolana reichei ist eine Pflanzenart aus der Gattung Nolana. Sie ist nur von einem Standort in Chile bekannt.

## Beschreibung

### Vegetative Merkmale
Nolana reichei sind sukkulente, ausdauernde, krautige Pflanzen, die fein drüsig behaart und rötlich gefärbt sind und eine starke Rübenwurzel besitzen. Von dieser verzweigt die Pflanze stark in niederliegende, gebogene, bis zu 50 cm lange Äste.
Die basalen Laubblätter sind spatelförmig, lang gestielt und 10 bis 12 cm lang, die an den Stängeln stehenden Blätter stehen wechselständig und haben lanzettliche, 23 bis 33 mm lange, 2 bis 3 mm breite, sukkulente Blattspreiten. Nach vorn hin sind die Blätter zugespitzt, die Basis der Blattspreite ist keilförmig, der Blattrand ist ganzrandig und leicht gewellt.

### Blüten
Die Art blüht zwischen Oktober und Dezember. Die Blüten stehen einzeln in den Blattachseln. Die filzig behaarten Blütenstiele sind fadenförmig und 5 bis 6 cm lang. Der Kelch ist glockenförmig, unbehaart, zur Blütezeit etwa 5 bis 6 mm breit. Die Kelchröhre ist etwa 10 mm lang. Die lanzettlichen Kelchzipfel sind 5 bis 7 mm lang und 3 bis 4 mm breit. Die Krone ist auffällig gefärbt und besteht von außen nach innen aus einem violetten, blauen und schwarzen gefärbten Ring sowie einem dunkelgelben Zentrum. Die Krone ist breit trichterförmig bis glockenförmig geformt, 3 bis 4 mm lang und 4 bis 5 mm breit. Die stumpfen Kronlappen sind 2,5 bis 3 mm lang und 9 bis 10 mm breit. Die Außenseite ist mit einreihigen, drüsigen, gestielten Trichomen behaart.
Die fünf Staubblätter setzen im unteren Drittel der Krone an und sind ungleich lang. Die drei kürzeren haben eine Länge von 5 bis 7 mm, die beiden längeren messen 8 bis 10 mm. Die Staubfäden sind an der Basis behaart, die Staubbeutel sind etwa 4 mm lang und 1 bis 1,5 mm breit und creme-weiß bis gelb. Der aus fünf Fruchtblättern bestehende Fruchtknoten ist unbehaart, an seiner Basis stehen Nektarien. Der Griffel steht nicht über die Krone hinaus, die Narbe ist köpfchenförmig und grün gefärbt.

### Früchte
Die Sammelfrüchte stehen im sich vergrößernden Kelch, sie bestehen aus etwa 15 Teilfrüchten, die 3,5 bis 4,5 mm groß und an den Seiten miteinander verbunden sind. Jede Teilfrucht enthält ein bis zwei Samen.

## Vorkommen und Standorte
Die Art ist von einem einzigen Standort am südlichen Ufer des Rio Limari (Chile), nahe dem Pazifischen Ozean bekannt. Dort wächst sie sympatrisch mit anderen Arten der Gattung, darunter Nolana crassulifolia, Nolana rupicola, Nolana sedifolia und Nolana werdermannii.

## Etymologie und Botanische Geschichte
Die Art ist nach Karl Friedrich Reiche benannt, der bereits 1845 in der Behandlung der Nolanaceae für seine „Flora of Chile“ ein Exemplar der Art beschrieb, es jedoch unter Vorbehalt der Art Sorema lanceolata (heute Synonym von Nolana acuminata) zuordnete. Michael Dillon und Gina Arancio bestätigten 2007, dass die beschriebene Pflanze einer neuen Art zugehört und veröffentlichten eine gültige Beschreibung der Art und wählten ein von ihnen gesammeltes Exemplar als Typusexemplar.

## Systematik
Nolana reichei ähnelt am meisten der Art Nolana paradoxa, unterscheidet sich von dieser vor allem in der Form der Kronlappen und der Färbung der Krone. Beide Arten gehören zu einer monophyletischen Klade, die weiterhin Nolana acuminata, Nolana baccata, Nolana elegans, Nolana jaffuelii, Nolana pterocarpha, Nolana rupicola und Nolana parviflora enthält. Alle Arten dieses sogenannten „Acuminata-Komplexes“ sind in Chile beheimatet und besitzen ähnliche morphologische Eigenschaften wie eine basale Blattrosette, eine dicke Rübenwurzel, relativ große und auffällige Blüten sowie aus 10 bis 35 Teilfrüchten bestehende Sammelfrüchte.